# Fette Unterhaltung
Fette Unterhaltung ist das Debütalbum des Berliner Rappers Ali Bumaye. Es wurde am 5. Juni 2015 über Bushidos Musiklabel ersguterjunge veröffentlicht. Es erschien in einer Standardversion mit 14 Titeln und in einer Deluxe Edition mit 16 Titeln sowie einer DVD und einem bebilderten Booklet.

## Hintergrund
Obwohl der Künstler noch kein Album veröffentlichte, hatte er vor der Veröffentlichung des Tonträgers bereits an Liedern seiner Kollegen Bushido und Shindy sowie Eko Fresh mitgewirkt. Mit seiner Single Voll süß aber gelang Ali Bumaye im Juli 2014 sogar eine Platzierung in den deutschen Single-Charts.
 Fette Unterhaltung  wurde bereits im Oktober 2014 auf Shindys Album FVCKB!TCHE$GETMONE¥ inoffiziell mit den Worten „Und viele Grüße an mein' Bruder Reiner Calmund / Digga, mein Album wird Fette Unterhaltung“ im Song No Joke angekündigt. Am 26. Februar 2015 folgte die offizielle Ankündigung des Albums auf Ali Bumayes damaligen Facebook-Account.

## Produktion
Die meisten Beats wurden von den Produzenten Djorkaeff und Beatzarre geschaffen. In acht Songs wird das Duo durch den Rapper Shindy unterstützt, der bereits an seinen eigenen Alben und Carlo Cokxxx Nutten 3 von Bushido als Produzent mitarbeitete. Die Produzenten Jeremia Anetor und B-Case wirkten zudem an Beats zu drei weiteren Titeln mit. Djorkaeff und Beatzarre lieferten keine Beats zu Zu fett, Neukölln King, Auf deinen Nacken und Same Shit, Different Day. Während die ersten drei Songs von Phat Crispy produziert wurden, produzierte SONUS030 Same Shit, Different Day. Alle Lieder wurden von Beatzarre im Beatzarre Studio Berlin aufgenommen und gemischt.

## Covergestaltung
Sowohl das Cover der Standard Edition als auch das Cover der Deluxe Edition zeigen eine gemalte Szene, in der Ali Bumaye mit roter Kappe, rotem Hoodie und Schuhen der Marke Air Jordan zwischen den Rappern Bushido und Shindy auf einem Sofa sitzt. Während er in einen Eimer Tai Chicken hineingreift, schaut er nach links zu seinem Labelkollegen Bushido. Vor dem Trio befinden sich einige weitere Essensbehältnisse mit Chicken, Popcorn, Nachos und Limonade.

## Gastbeiträge
Ali Bumaye wird auf seinem ersten Album in vier Liedern von insgesamt drei Rappern unterstützt. Den Track Nicht mit uns nahm Ali Bumaye mit dem Mönchengladbacher Rapper Eko Fresh auf, den er bereits bei dessen Song Lan lass ma ya unterstützte. Shindy ist Feature-Partner im Song Bitch, während ersguterjunge-Gründer Bushido im Titel BLN mitrappt. Shindy und Bushido sind zudem noch im Song Same Shit, Different Day zu hören, was somit das einzige Stück ist, in dem alle derzeitigen Künstler des Labels zu hören sind.
Im Intro führt Ali Bumaye einen Dialog mit Shindy, während der Rapper in Safe (Skit) mit dem Produzenten Beatzarre spricht. Im Outro redet Ali Bumaye mit einer unbekannten Frau am Telefon. Alle drei Titel sind auf der Titelliste ohne Feature-Partner gelistet.

## Titelliste
Standard Edition
| #   | Titel                    | Gastmusiker     | Produzenten                                   | Länge |
| --- | ------------------------ | --------------- | --------------------------------------------- | ----- |
| 1.  | Intro                    |                 | Shindy, Beatzarre & Djorkaeff                 | 1:48  |
| 2.  | 12 Cheeseburger          |                 | Shindy, Beatzarre & Djorkaeff                 | 2:35  |
| 3.  | Alles gut in der Hood    |                 | Jeremia Anetor, Beatzarre & Djorkaeff         | 3:26  |
| 4.  | Same Shit, Different Day | Bushido, Shindy | Sonus030                                      | 3:53  |
| 5.  | Bulletproof              |                 | Jeremia Anetor, Beatzarre & Djorkaeff         | 2:47  |
| 6.  | Nicht mit uns            | Eko Fresh       | Phat Crispy                                   | 3:30  |
| 7.  | Zu fett                  |                 | Phat Crispy                                   | 3:03  |
| 8.  | Safe (Skit)              |                 | Shindy, Beatzarre, Djorkaeff & Jeremia Anetor | 0:41  |
| 9.  | Bitch                    | Shindy          | Shindy, Beatzarre & Djorkaeff                 | 3:08  |
| 10. | Neukölln King            |                 | Sonus030                                      | 3:08  |
| 11. | Supersize Me             |                 | Shindy, Beatzarre & Djorkaeff                 | 2:53  |
| 12. | BLN                      | Bushido         | B-Case, Beatzarre & Djorkaeff                 | 3:13  |
| 13. | Auf deinen Nacken        |                 | Phat Crispy                                   | 3:14  |
| 14. | Outro                    |                 | Shindy, Beatzarre & Djorkaeff                 | 2:22  |

Bonussongs in der Deluxe Edition
| #   | Titel         | Produzenten                   | Länge |
| --- | ------------- | ----------------------------- | ----- |
| 15. | Stern Cover   | Shindy, Beatzarre & Djorkaeff | 3:01  |
| 16. | Voll süß aber | Shindy, Beatzarre & Djorkaeff | 3:02  |

## Musikvideos
Das erste Musikvideo, welches in der Promophase des Albums veröffentlicht wurde, war Bitch, welches am 7. Mai 2015 auf Bushidos Youtube-Kanal der Öffentlichkeit präsentiert wurde. Das Video zeigt Szenen, in denen Ali Bumaye und Shindy durch Berlin laufen oder vor einem Graffiti mit dem Konterfei Alis rappen. Zudem haben mehrere Hip-Hop-Tänzer und DJ Gan-G Auftritte im Musikvideo. Im Song singt das Duo über Frauen, die viel investieren, um mit möglichst vielen Männern zu schlafen bzw. vom Beischlaf mit Männern zu profitieren.
Das zweite Musikvideo erschien zwei Wochen später am 21. Mai 2015 zum Song Supersize Me. Ali Bumaye singt über seinen gestiegenen Bekanntheitsgrad und seine Ernährung. Um dies darzustellen, werden einige Fast-Food-Produkte und eine weibliche Hauptdarstellerin im Video gezeigt. Das Lied beinhaltet einen Diss gegen den ehemaligen erstugterjunge-Rapper Kay One und dessen oftmaligen Feature-Partner Emory. Beide werden im Musikclip für einen kurzen Augenblick durch Doubles in einem Cabrio dargestellt.
BLN war das letzte Musikvideo zum Album, welches über Bushidos Youtube-Kanal präsentiert wurde. Es wurde einen Tag vor der Veröffentlichung von Fette Unterhaltung herausgegeben und ist gänzlich in schwarz-weiß gehalten. Bushido und Ali stehen auf dem Dach eines Hochhauses und singen das Lied BLN. Währenddessen werden im Musikvideo einige Szenen der besungenen Stadt Berlin sowie ein Boxer gezeigt.
Bereits am 18. Juni 2014 wurde das Musikvideo zu Voll süß aber veröffentlicht. Dieser Track ist jedoch nur auf der Deluxe Edition vorhanden und wurde bereits ein Jahr vor dem Album als Single veröffentlicht. Der Clip beginnt mit einem Intro, in dem Ali einem Unbekannten ein T-Shirt mit der Aufschrift „Voll süß aber“ überreicht. Anschließend steigt er zu Bushido ins Auto. Als das Auto losfährt, beginnt der Song mit dem Refrain. Im Musikvideo haben neben Bushido auch Eko Fresh, DJ Gang-G und Shindy Gastauftritte. Zudem wird ein Ausschnitt des Musikvideos von Stress ohne Grund gezeigt, in welchem Ali durch das Verbrennen eines Mercedes-Benz erstmals einem breiteren Publikum bekannt wurde.
Das 2014 erschienene Video zu Voll süß aber konnte mit circa 5,5 Millionen Aufrufen bis dato die meisten Klicks generieren. Das Musikvideo zum Track Bitch erreichte bislang über zwei Millionen Aufrufe, während Supersize Me und BLN (feat. Bushido) über eine Million Aufrufe generieren konnten.

## Charterfolge
Fette Unterhaltung stieg in Deutschland und Österreich auf Platz sechs der Albumcharts ein. In der Schweiz konnte das Album in der ersten Chartwoche Platz vier belegen.

## Rezeption
Die Internetseite rap.de lobt Ali Bumaye für den Humor auf seinem Debütalbum, hegt jedoch Zweifel daran, dass die Unterstützung der Co-Autoren nicht übers Beatsproduzieren hinausging und kritisiert den Rapstil des Berliners als „monoton und ermüdend“:

„„Fette Unterhaltung” fühlt sich etwa so an: Man unternimmt einen gemütlichen, kleinen Spaziergang mit Ali durch seine Nachbarschaft (“Alles gut in der Hood“). Dabei erzählt der Berliner frei Schnauze, was ihm gerade so durch den Kopf bzw. auf den Sack geht. [...] Beatzarre, Djorkaeff, Shindy und Sonus haben ganze Arbeit geleistet und dem Album einen freshen Sound irgendwo zwischen aktuellen Klängen und dem guten, alten G-Funk verpasst. Von den Beats her nimmt “Fette Unterhaltung” es locker mit jedem anderen Rapalbum auf. Für den Rapper gilt dies nicht unbedingt. Zwar kann Ali jede Menge Sympathiepunkte verbuchen, weil seine Texte stets authentisch und unterhaltsam daherkommen. Technisch ist das Ganze ebenfalls durchaus solide, wie viel davon Alis eigenen Fertigkeiten und wieviel denen seiner Co-Autoren geschuldet ist, darüber darf das Internet gerne weiter spekulieren – letzten Endes zählt nur, ob das Ergebnis stimmig ist, und das ist es defintiv. Seine Vortragsweise aber ist auf Dauer etwas monoton und ermüdend, was den Flow angeht, hapert es an manchen Stellen doch gewaltig. “

Wesentlich kritischer äußerte sich die Seite Rappers.in, nach welcher die Beat-Produktionen das Album nur vor dem "Totalausfall" bewahren können.

„ Abzüglich der Skits kommt Fette Unterhaltung auf magere 34 Minuten Spielzeit, was tatsächlich keine Tragödie ist, da die inhaltlichen Möglichkeiten schon nach der halben Dauer erschöpft sind. Fette Unterhaltung fristet ein Dasein im Schatten von "Voll süß aber", dessen Unterhaltungswert zu keinem Zeitpunkt übertroffen werden kann. Die oft absolute Belanglosigkeit der Texte und ihr rasch abnehmender Unterhaltungswert machen es zu einem Album, das lediglich durch einige Instrumentals vor einem Totalausfall gerettet wird. Nicht einmal eigentlich hochkarätige Featuregäste können daran etwas ändern. In Zukunft sollte Ali Bumaye an seinen technischen Skills und seinen Schreibfertigkeiten arbeiten, und bei seiner Beatauswahl konsequenter auf Samplebeats zurückgreifen, da diese sich bereits bewährt haben[...].“